# Барембак
Баремба́к (фр. Barembach) — коммуна на северо-востоке Франции в регионе Гранд-Эст (бывший Эльзас — Шампань — Арденны — Лотарингия), департамент Нижний Рейн, округ Мольсем, кантон Мюциг. До марта 2015 года коммуна административно входила в состав упразднённого кантона Ширмек (округ Мольсем).
Площадь коммуны — 9,92 км², население — 906 человек (2006) с тенденцией к стабилизации: 877 человек (2013), плотность населения — 88,4 чел/км².

## Население
Население коммуны в 2011 году составляло 868 человек, в 2012 году — 873 человека, а в 2013-м — 877 человек.
| 1962 | 1968 | 1975 | 1982 | 1990 | 1999 | 2006 | 2008 | 2011 | 2012 | 2013 |
| ---- | ---- | ---- | ---- | ---- | ---- | ---- | ---- | ---- | ---- | ---- |
| 846  | 842  | 852  | 849  | 872  | 873  | 906  | 883  | 868  | 873  | 877  |

Динамика населения:

## Экономика
В 2010 году из 541 человек трудоспособного возраста (от 15 до 64 лет) 393 были экономически активными, 148 — неактивными (показатель активности 72,6 %, в 1999 году — 70,1 %). Из 393 активных трудоспособных жителей работали 362 человека (196 мужчин и 166 женщин), 31 числились безработными (18 мужчин и 13 женщин). Среди 148 трудоспособных неактивных граждан 50 были учениками либо студентами, 61 — пенсионерами, а ещё 37 — были неактивны в силу других причин.

## Достопримечательности (фотогалерея)

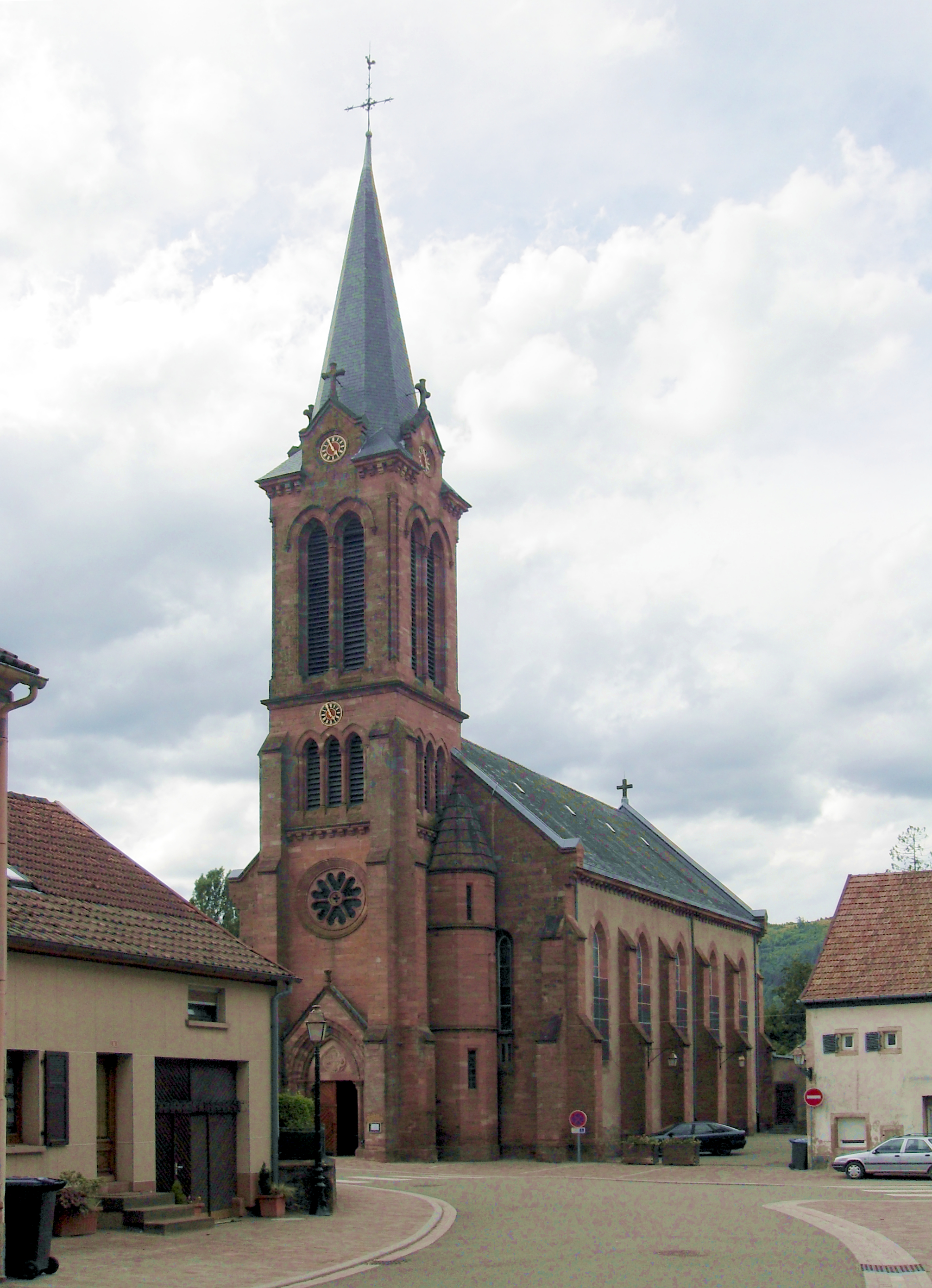
Церковь
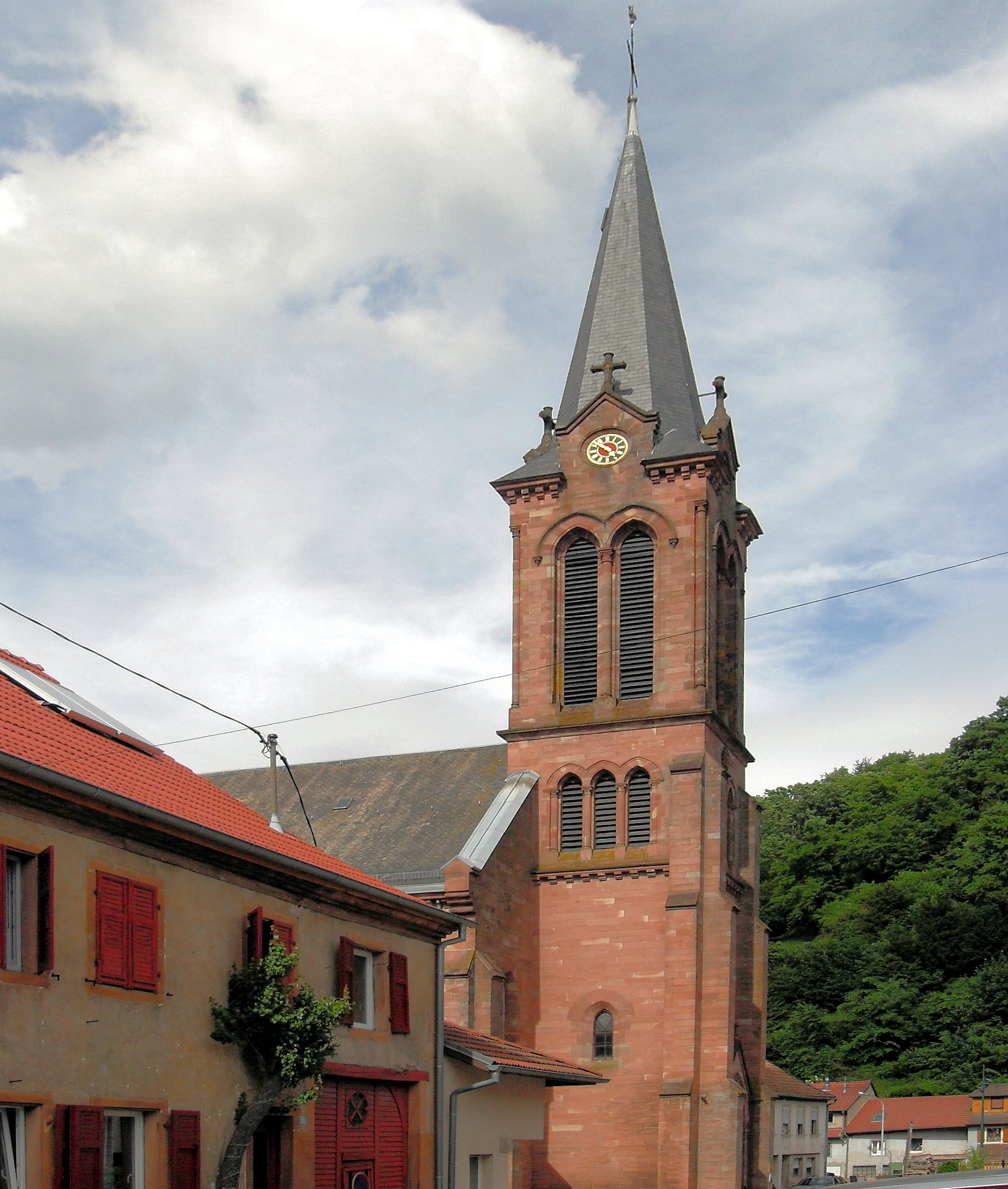
Колокольня
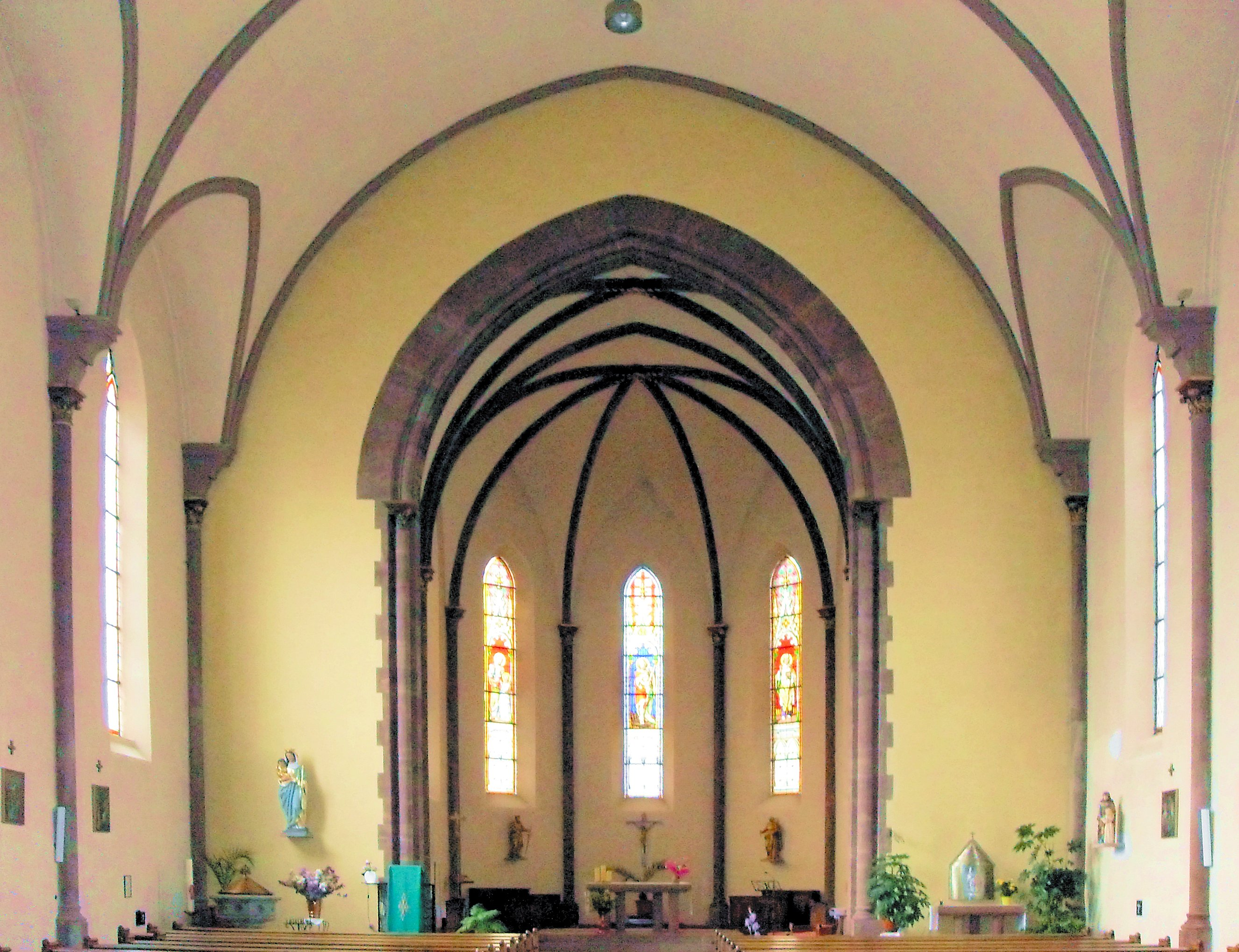
Интерьер
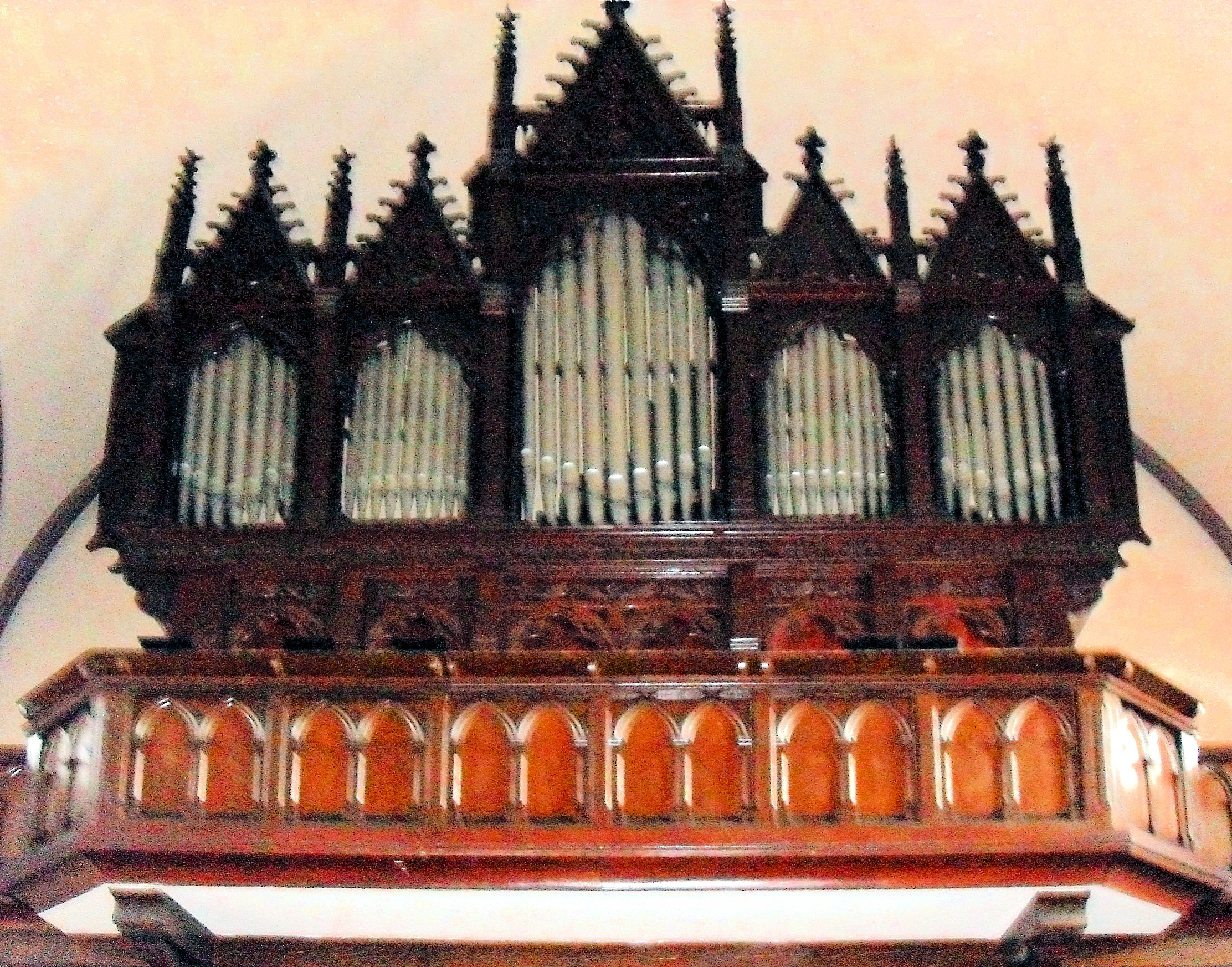
Орган